# Sinagoga Abrishamí
La Sinagoga Abrishamí (en persa: كنيسه ابريشمى) fue construida en septiembre de 1965 en el barrio de clase media-alta de la calle Kaj-e Shomalí (actualmente, Calle de Palestina) en la ciudad de Teherán (Irán). El terreno sobre el que se construyó el complejo escolar y la sinagoga fue cedido por el filántropo judío iraní, Aghayán Abrishamí y posee un área de 1 025 metros cuadrados. La fundación fue creada originalmente con el nombre de Fundación Cultural Tzedek, con la misión de supervisar la construcción y el funcionamiento del complejo formado por la sinagoga y la escuela Abrishamí.